# Vieno Johannes Sukselainen
Vieno Johannes Sukselainen (né le 12 octobre 1906 à Paimio et mort le 6 avril 1995 à Espoo) est homme d'État finlandais, membre de la Ligue agrarienne (ML), devenue Parti du centre (Kesk),.

## Biographie
Vieno Sukselainen obtient son diplôme de fin d'études du Lycée de Turku (fi) en 1927 et une licence en sociologie de l'Université d'Helsinki en 1931,.
Vieno, Sukselainen a effectué son service militaire et est devenu sous-lieutenant de réserve.
Au cours de ses études, il est membre de la Société académique de Carélie, qu'il présida pendant quelques mois en 1932, jusqu'à ce qu'il démissionne avec Urho Kekkonen, Martti Haavio, Reino Kuuskoski, Kustaa Vilkuna, Heikki Hosia, Lauri Hakulinen, Veikko Heiskanen et d'autres membres du comité politique. lorsque, lors d'une réunion le 27 avril 1932, la majorité de l'AKS refusa de condamner la rébellion de Mäntsälä.
Pendant la guerre d'hiver, Vieno Sukselainen participe au blocus de Taipale et pendant la guerre de continuation à Aunus jusqu'à ce qu'il soit nommé secrétaire du Premier ministre Jukka Rangell, puis successivement d'Edwin Linkomies, Antti Hackzell, Urho Castrén et de Juho Kusti Paasikivi.

## Carrière
Au cours de sa longue carrière, Vieno Sukselainen a été chancelier de l'Université de Tampere (1969–1978), directeur général de l'institution de paiement des retraites (1954–1971), président du Parti agrarien (Maalaisliitto) (1945–1964), président du Parlement de Finlande (1956–1957, 1958–1959, 1968–1970, 1972–1976). ), Ministre des Finances des gouvernements Kekkonen I et Törngren, ministre de l'Intérieur des gouvernements Kekkonen II, Kekkonen III et Kekkonen IV (1951-1953) et ministre des affaires étrangères du gouvernement Sukselainen II.
Du 27 mai au 29 novembre 1957 et du 13 janvier 1959 au 14 juillet 1961, il est Premier ministre, des gouvernements Sukselainen I et Sukselainen II.